# Kanton Steenvoorde
Steenvoorde is een voormalig kanton van het Franse Noorderdepartement. Het kanton maakte deel uit van het arrondissement Duinkerke. In 2015 is dit kanton opgegaan in de kantons: kanton Belle en het kanton Wormhout.

## Gemeenten
Het kanton Steenvoorde omvatte de volgende gemeenten:
- Boeschepe (Boeschêpe)
- Eke (Eecke)
- Godewaarsvelde (Godewaersvelde)
- Houtkerke (Houtkerque)
- Oudezele (Oudezeele)
- Sint-Silvesterkappel (Saint-Sylvestre-Cappel)
- Steenvoorde (hoofdplaats)
- Terdegem (Terdeghem)
- Winnezele (Winnezeele)